# Hector Berlioz

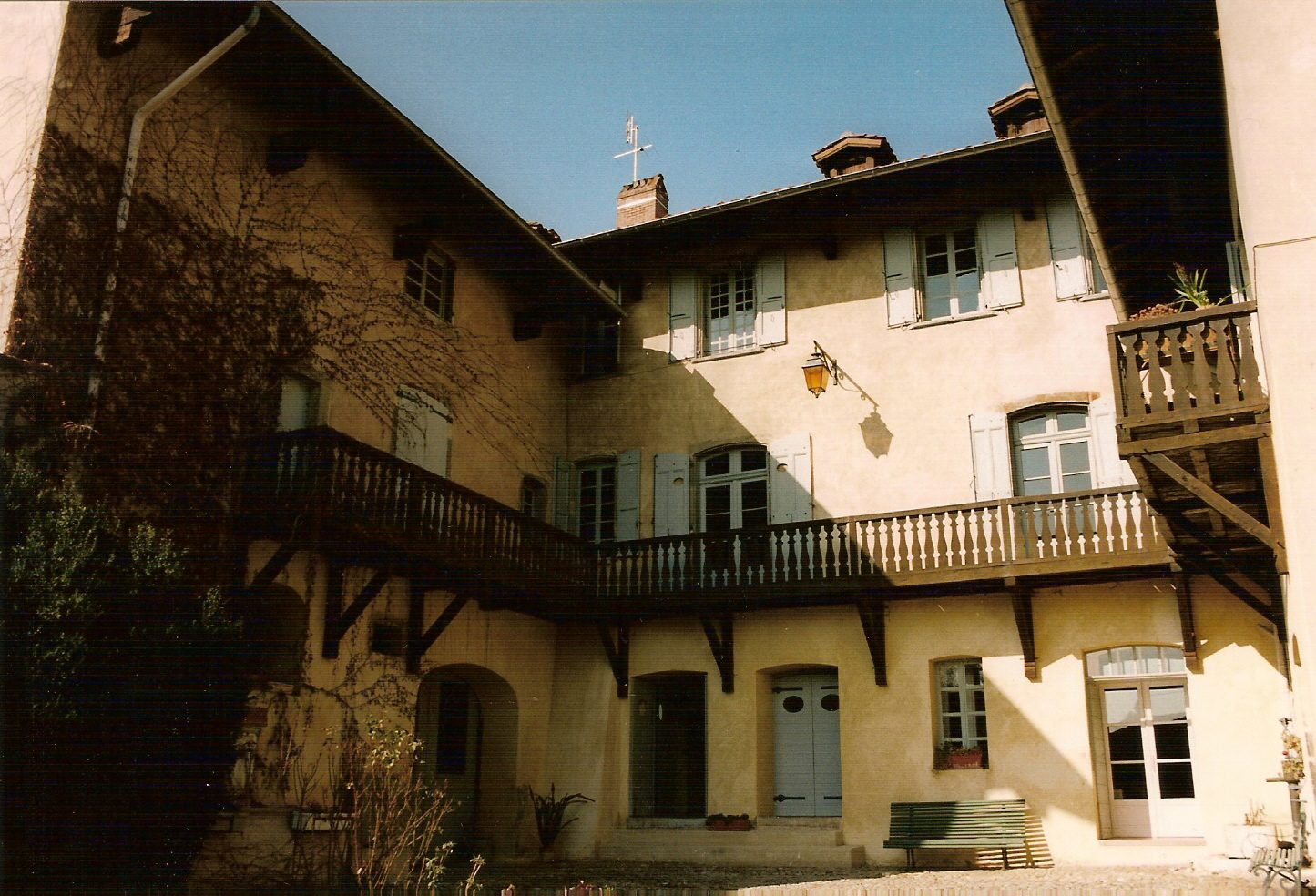
Het geboortehuis van Hector Berlioz in La Côte-Saint-André, thans een museum.

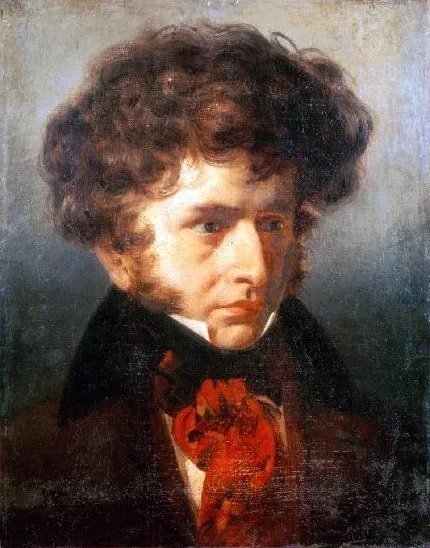
Hector Berlioz in 1832 door Emile Signol.

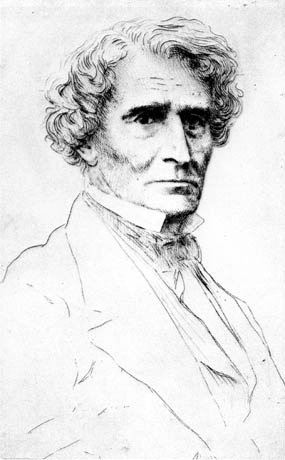
Berlioz door Alphonse Legros

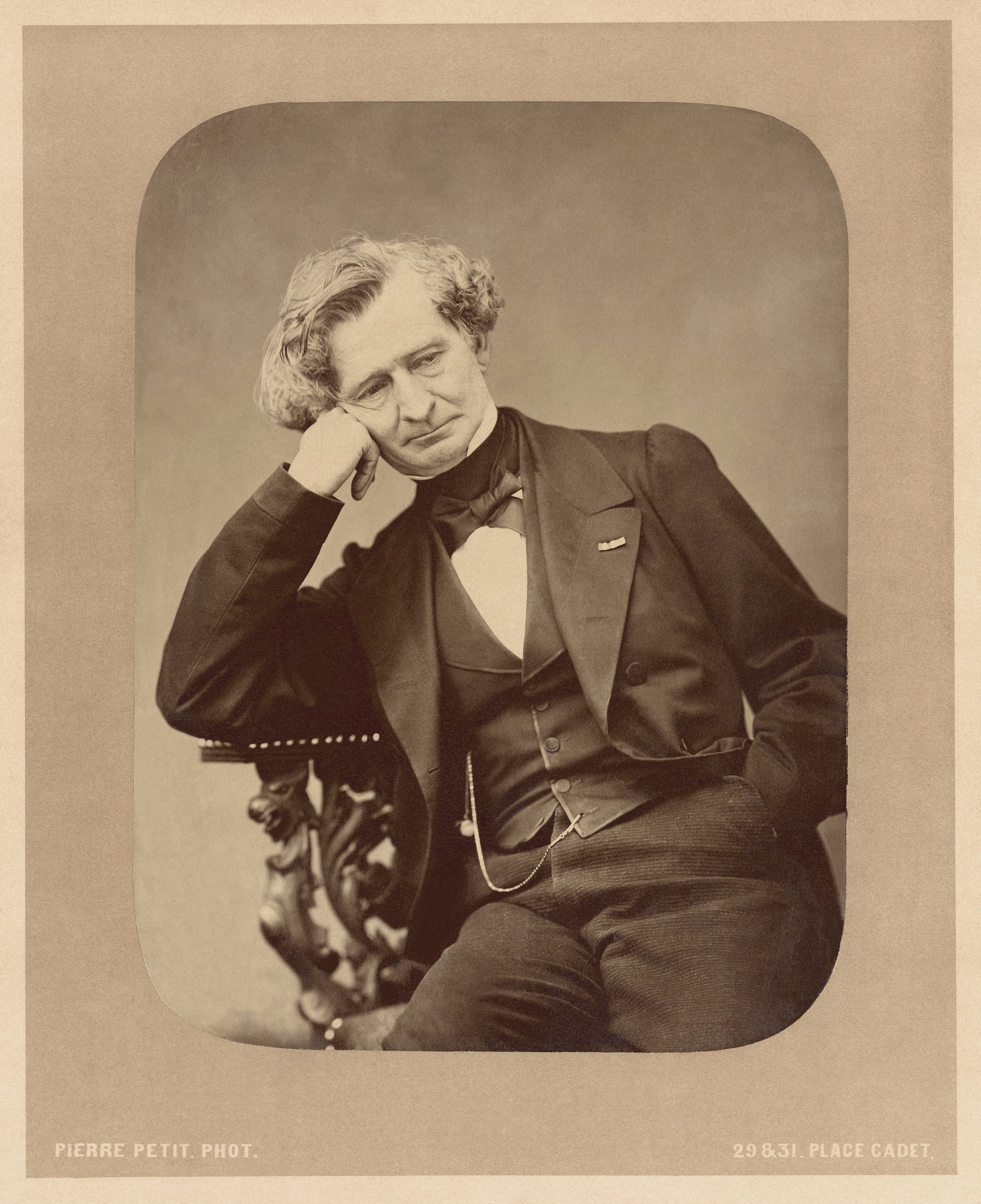
foto van Berlioz door Pierre Petit, 1863

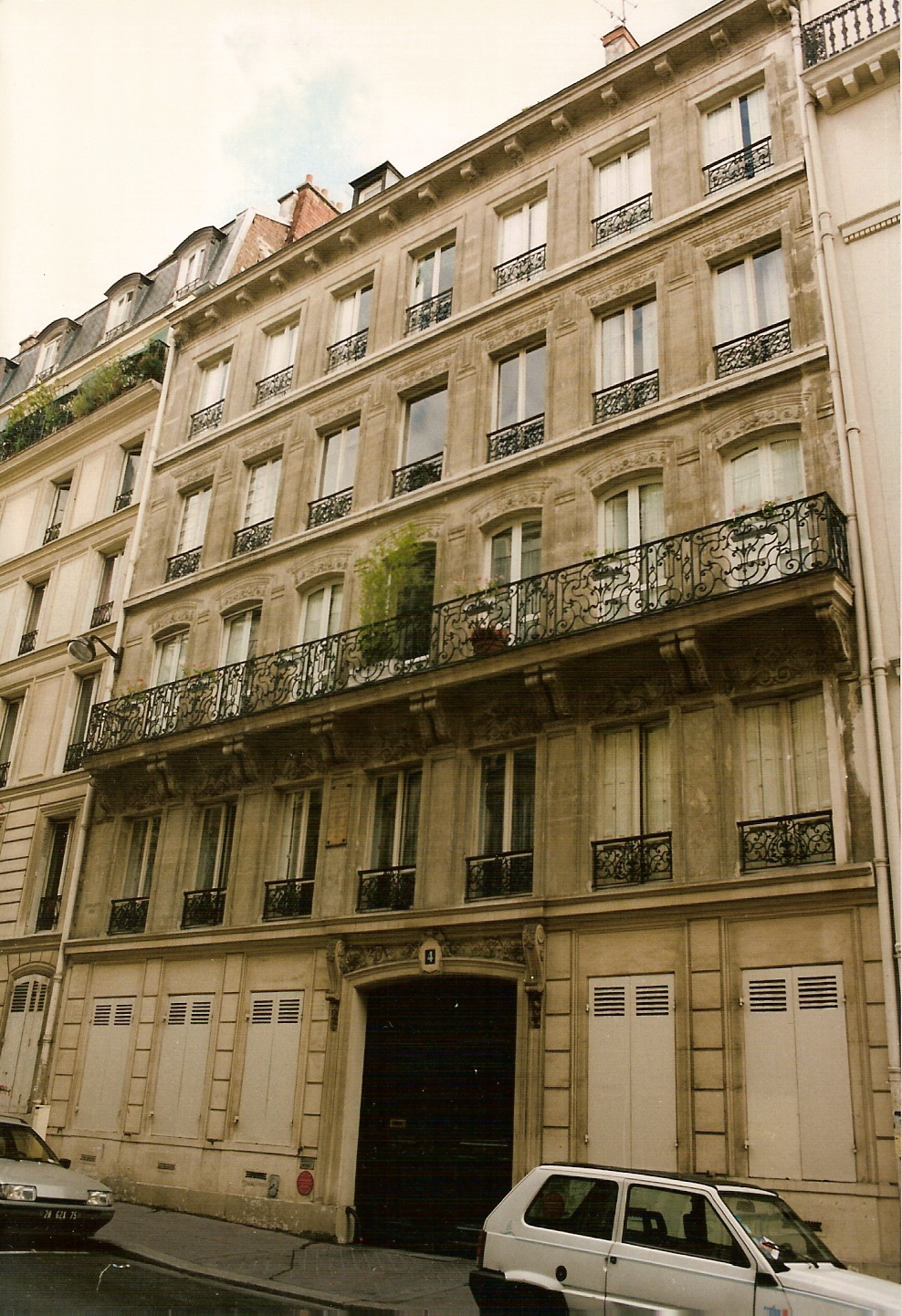
Het sterfhuis van Berlioz aan de Rue de Calais in Parijs

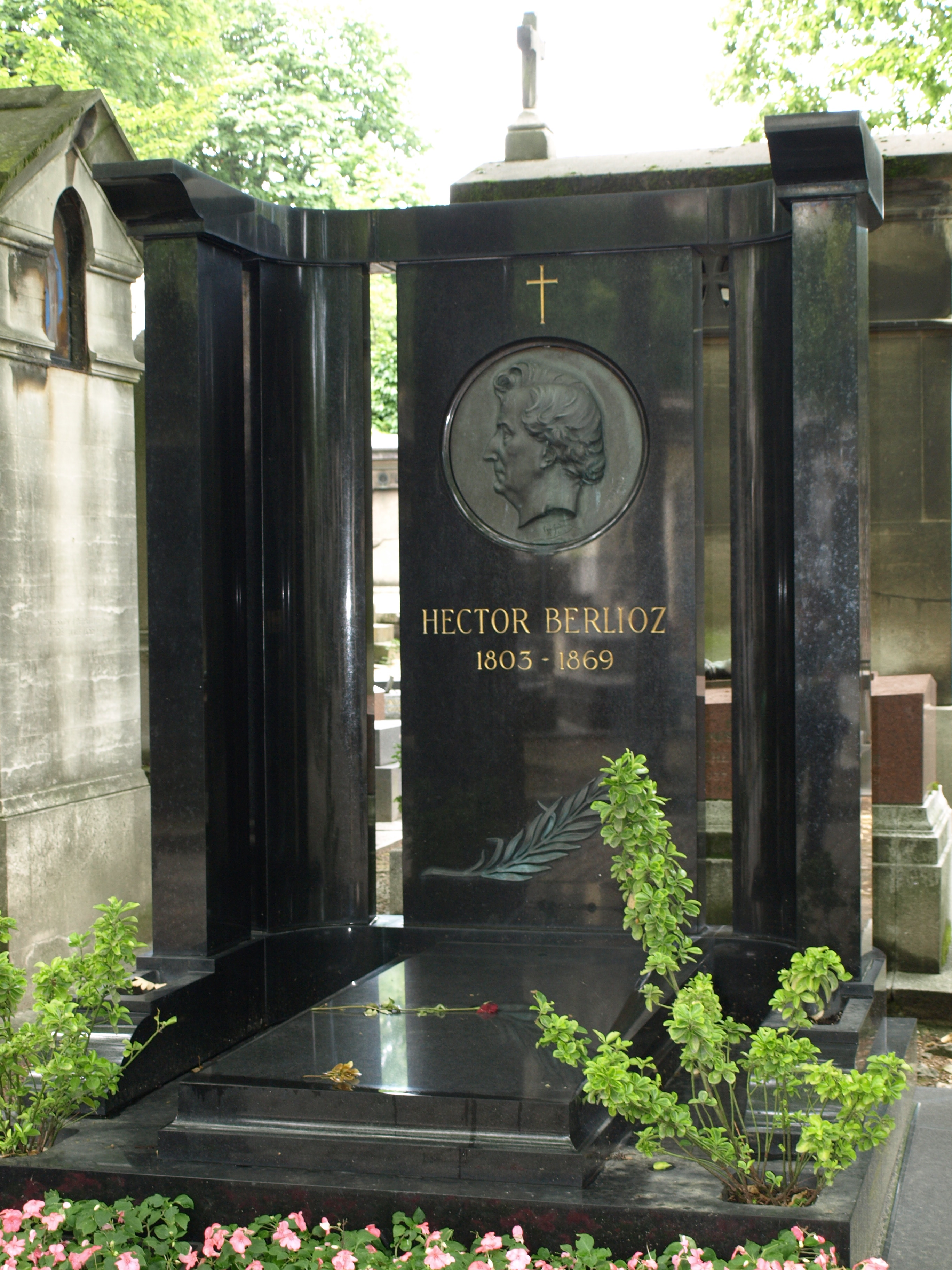
Berlioz' grafmonument.

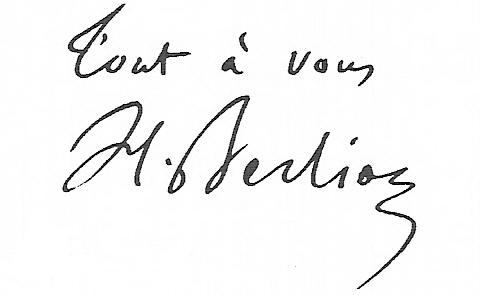
Handtekening van Berlioz.

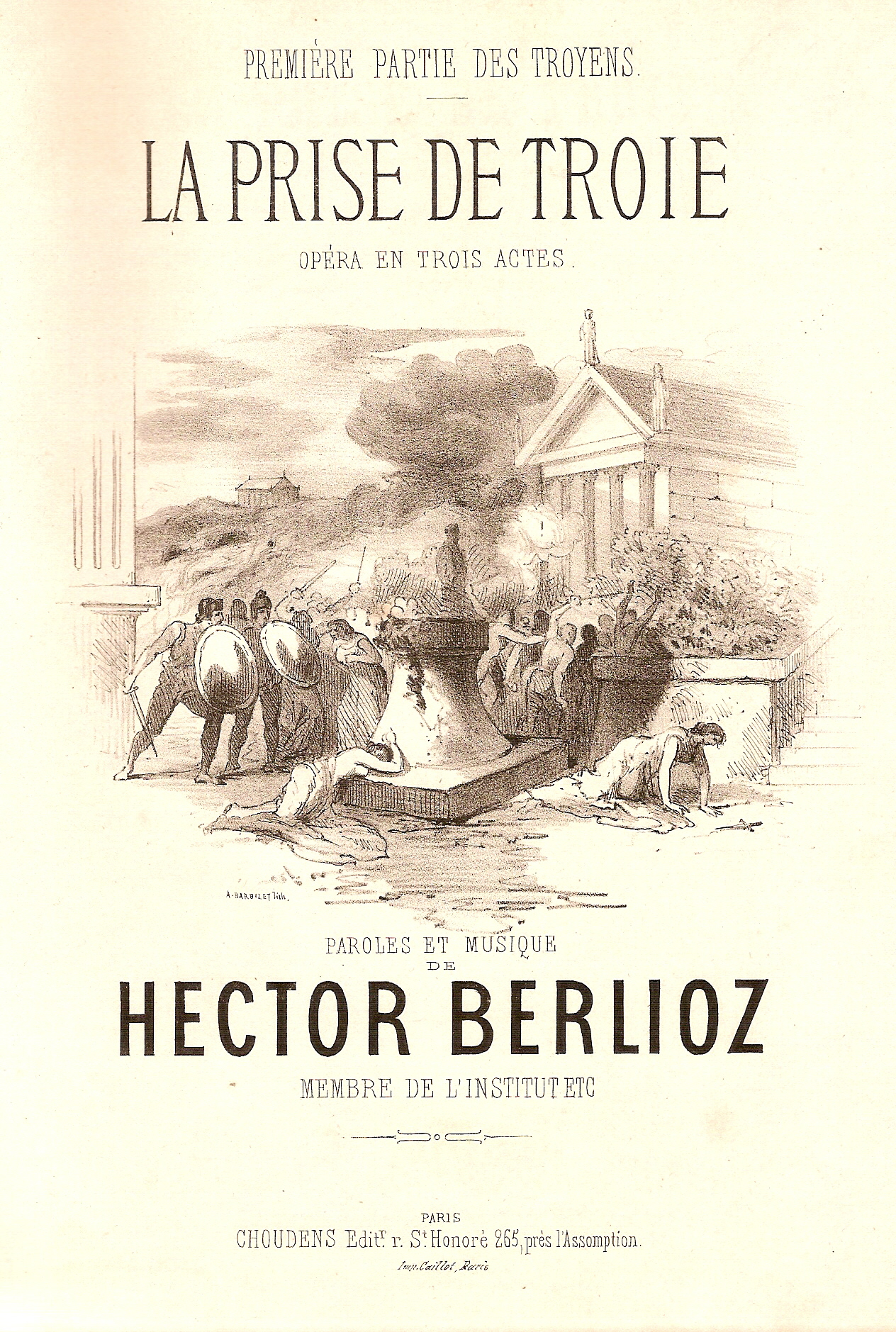
Titelblad van een oude uitgave van La prise de Troie

Louis Hector Berlioz (La Côte-Saint-André, 11 december 1803 – Parijs, 8 maart 1869) was als Frans componist, muziekcriticus en dirigent een van de belangrijkste en meest vernieuwende vertegenwoordigers van de romantiek.

## Levensloop

### Vroege jaren
Berlioz was de zoon van een plattelandsdokter. Hij kreeg in zijn geboorteplaats (gelegen tussen Lyon en Grenoble) muzieklessen van zijn vader. Op zijn twaalfde had hij zijn eerste werkelijk muzikale ervaring toen hij tijdens zijn eerste communie het meisjeskoor hoorde zingen. In hetzelfde jaar werd hij verliefd op Estelle Dubœuf, een meisje uit de streek dat later opnieuw een rol in zijn leven zou spelen.
In 1821 werd hij door zijn ouders naar Parijs gestuurd om er geneeskunde te studeren. Hij kwam er zo onder de indruk van de opera dat hij tegen de wens van zijn ouders in besloot componist te worden. Vooral de werken van Gluck waren voor hem een openbaring. Gluck zou zijn leven lang een idool van Berlioz blijven.
Berlioz nam privélessen bij Jean-François Lesueur. Hij wist in zijn overmoed een zelfgecomponeerde mis opgevoerd te krijgen, die hij later probeerde te vernietigen. In 1991 is het werk op de orgelgalerij van de Sint-Carolus Borromeuskerk in Antwerpen teruggevonden. Toen Berlioz in 1826 wilde meedingen naar de Prix de Rome kwam hij niet eens door de voorronde.
Wijs geworden schreef hij zich in aan het conservatorium, waar hij les kreeg van Lesueur en Antonin Reicha. In deze periode ontdekte hij achtereenvolgens de werken van Shakespeare, Beethoven en Goethe, die allen een grote invloed op hem zouden uitoefenen. In deze tijd werd hij hopeloos verliefd op de Ierse toneelspeelster en Shakespeare-vertolkster Harriet Smithson. Zijn ongelukkige passie voor haar inspireerde hem in 1830 tot het schrijven van zijn Symphonie fantastique en tot een minder bekend vervolg daarop, Lélio ou le retour à la vie.

### Jaren dertig
In 1830 won Berlioz de Prix de Rome. Hierop aansluitend verbleef hij anderhalf jaar in Rome. Hij verveelde zich daar vreselijk, aangezien er weinig te beleven viel op muziekgebied. De herinneringen aan Italië kwamen hem van pas toen hij een paar jaar later zijn symfonie met altviool Harold en Italie schreef. Deze symfonie ontstond dankzij een opdracht van Paganini, die het stuk echter afwees toen hij merkte dat hij er niet voldoende in kon schitteren als virtuoos. Later zou hij Berlioz alsnog zijn bewondering laten blijken met een gift van 20.000 franc.
In 1831 vertrok Berlioz vanuit Rome naar Parijs met twee pistolen en een flesje gif. Hij had gehoord dat zijn toenmalige verloofde, Marie Moke, achter zijn rug om getrouwd was, en hij had zich voorgenomen Marie, haar moeder en zichzelf te vermoorden. Hij kwam echter niet verder dan Nice, waar zijn woede bekoelde en waar hij volgens eigen zeggen de twintig mooiste dagen van zijn leven doorbracht.
Na veel avontuurlijke verwikkelingen huwde hij in 1833 de Ierse actrice Harriet Smithson. Zij kregen een zoon, Louis, maar het huwelijk zou snel op een mislukking uitlopen. Nadat Harriet een been had gebroken kwam het nooit meer goed met haar carrière. Bovendien was ze erg jaloers van aard. In haar frustratie greep zij steeds vaker naar de fles. Haar gezondheid ging zienderogen achteruit.
Om zijn composities uitgevoerd te krijgen besloot Berlioz zich toe te leggen op het dirigeren. Hij ontwikkelde zich tot een van de beste dirigenten van zijn tijd. Intussen wist hij in zijn onderhoud te voorzien door het schrijven van muziekkritieken. Ook daarin blonk hij uit, al joeg hij met zijn scherpe pen heel wat mensen tegen zich in het harnas. Later zou Berlioz een klein maar vast inkomen verdienen als bibliothecaris van het Conservatoire in Parijs, de enige officiële functie die hij heeft bekleed.
Een grote staatsopdracht kreeg hij toen hij in 1837 uitgenodigd werd een grootschalig requiem te schrijven. De uitvoering in les Invalides werd een groot succes. Zijn eerste opera echter, Benvenuto Cellini uit 1838, gebaseerd op de autobiografie van de edelsmid uit de Renaissance, draaide vanwege het onconventionele karakter uit op een groot fiasco.
Berlioz zou hierna in de Parijse opera geen voet meer aan de grond krijgen, maar dankzij de genoemde gift van Paganini kon hij zich toch weer wijden aan het componeren. Shakespeare inspireerde hem tot het schrijven van de symfonie met koor Roméo et Juliette uit 1839, die redelijk succesvol was.

### Reizen
In 1842-1843 maakte Berlioz voor het eerst een grote tournee met zijn werken door België en Duitsland. Zijn eerste buitenlandse concerten vonden plaats in Brussel, maar hij behaalde er weinig succes. In Duitsland ging het beter; hij dirigeerde er de plaatselijke orkesten en ontmoette er collega's als Robert Schumann, Richard Wagner, Giacomo Meyerbeer en Felix Mendelssohn.
Hij oogstte vanaf toen meer waardering in het buitenland dan in Frankrijk. Dankzij zijn vriend Liszt werden veel van zijn werken in Weimar uitgevoerd. Uit Baden-Baden kwam de opdracht om de opera Béatrice et Bénédict te schrijven. Berlioz deed op zijn reizen ook verschillende malen Rusland en Engeland aan.
In 1844, ingestort door de organisatie van een mammoetconcert met 1000 musici voor een publiek van 8000 man, kwam hij weer in Nice om rust te houden. Daar begon hij aan zijn ouverture Le Corsaire (De zeerover) die in 1852 in druk verscheen. Pas later legde men het verband met het gelijknamige gedicht van Lord Byron, die door Berlioz bewonderd werd.
Gedurende een reis door Midden-Europa vond hij de tijd om La damnation de Faust te schrijven, gebaseerd op de Faust van Goethe. Het is een soort opera bestemd voor de concertzaal, of liever voor het 'theater van de verbeelding'. Het grootschalige werk, dat tegenwoordig als een van Berlioz' meesterwerken wordt beschouwd, ruïneerde hem bijna toen de zaal bij de uitvoeringen in 1846 vrijwel leeg bleef.

### Laatste jaren
In 1854 stierf Harriet en nog hetzelfde jaar hertrouwde Berlioz met de middelmatige zangeres Marie Recio, met wie hij al enige tijd een relatie onderhield. Zij stierf op haar beurt in 1862.
Het was een blijk van erkenning toen Berlioz in 1856 tot lid van het Institut de France werd gekozen. Een jeugddroom kwam uit, toen hij van 1856 tot 1858 de grote opera Les Troyens componeerde, die hij echter nooit in zijn geheel opgevoerd heeft gekregen.
Verbitterd over het uitblijven van waardering in eigen land leed hij de laatste jaren van zijn leven een teruggetrokken bestaan, geplaagd door een darmziekte. Zijn grootste geluk putte hij uit het hernieuwde contact met zijn jeugdliefde Estelle en met zijn zoon Louis, die matroos geworden was. Toen deze in 1869 op Cuba stierf, was Berlioz gebroken en wachtte hij alleen nog maar op de dood. Een laatste tournee naar Rusland betekende een uitputtingsslag, waarna zijn gezondheid steeds verder achteruit ging tot hij in het bijzijn van enkele vrienden stierf. Hij ligt begraven op het kerkhof van Montmartre.

## Berlioz als componist
Berlioz schreef muziek in veel verschillende genres, maar de kamermuziek ontbreekt vrijwel geheel in zijn oeuvre. Wel schreef hij liederen voor zang en piano. Met uitzondering van de bekende reeks liederen Les nuits d'été, die hij later orkestreerde, worden deze niet tot zijn belangrijkste werken gerekend. Hij voelde zich beter thuis in werken met omvangrijke bezettingen.
Zelf noemde Berlioz als de belangrijkste kenmerken van zijn muziek de hartstochtelijke expressie, de innerlijke gloed, de ritmische kracht en het element van verrassing. Berlioz was een zeer kundig orkestrator; hij gebruikte nieuwe orkesteffecten en paste dikwijls nieuwe instrumenten toe in zijn orkestbezetting. Hij permitteerde zich een grote vormvrijheid en introduceerde het leidmotief (bij hem: idée fixe) in de muziek. Berlioz geldt als de vader van de programmamuziek: muziek die een buitenmuzikaal onderwerp uitbeeldt.
Al deze aspecten komen tot uitdrukking in zijn beroemdste compositie, de Symphonie fantastique (Épisode de la vie d'un artiste) uit 1830. Dit werk was onder meer baanbrekend omdat er een uitgebreid geschreven programma aan ten grondslag lag, omdat de instrumentatie vernieuwend was en omdat er een nieuw soort expressie uit sprak. Ongebruikelijk was ook de vorm, onder meer omdat de symfonie vijf in plaats van de conventionele vier delen omvat (overigens had Beethoven met zijn Pastorale al een vijfdelige symfonie gecomponeerd).
Zijn Requiem uit 1837 vereist een zeer grote bezetting met vier extra koperensembles en zestien pauken. De massale passages worden afgewisseld door uiterst verstilde momenten. Bijzonder in dit werk is de bewuste toepassing van ruimtelijke klankwerking; de kopergroepen staan bijvoorbeeld verspreid opgesteld. Berlioz spreekt in dit verband zelf van "architecturale muziek".
Berlioz voltooide drie opera's. De belangrijkste is het omvangrijke werk Les Troyens, geschreven in 1856-1858 en gebaseerd op de Aeneis van Vergilius. Uit praktische overwegingen was Berlioz gedwongen het werk in tweeën te splitsen, waarna alleen het tweede gedeelte, Les Troyens à Carthage, in 1863 uiteindelijk opgevoerd werd. Pas laat in de twintigste eeuw is men de volledige opera gaan waarderen als een hoogtepunt in het genre.

## Berlioz als schrijver
Behalve als componist wordt Berlioz ook gewaardeerd als schrijver. Hij schreef vele artikelen over muziek in verschillende bladen. Dat zorgde voor een vaste bron van inkomsten, maar zijn scherpe pen leverde hem ook een hoop vijanden op. Van 1835 tot 1863 was hij vaste muziekcriticus van het Journal des débats, de meest invloedrijke krant van Frankrijk. Daarnaast schreef hij vooral voor de Revue et gazette musicale de Paris.
Zijn beste en meest humoristische muziekkritische artikelen bundelde hij in Les soirées de l'orchestre (1852), Les grotesques de la musique (1859) en A travers chants (1862). Het meest lezenswaard is de eerstgenoemde bundel (Nederlandse vertaling: Avonden met het orkest, 2006). Het is een bonte verzameling verhalen, anekdotes en satires die samen een zeer levendig beeld geven van het muziekleven in de negentiende eeuw. Zijn leerboek Traité d'instrumentation et d'orchestration (1843) heeft veel invloed gehad op latere generaties componisten.
Zijn zeer onderhoudende Mémoires (1870), die pas na zijn dood werden gepubliceerd, zijn ook in het Nederlands vertaald. Ze worden niet alleen in de muziek als klassieker beschouwd, eveneens in de gehele literatuur. Het boek is overigens geen standaardautobiografie, maar meer een verzameling van brieven en ander (veelal eerder gepubliceerd) werk. Het schetst een prachtig beeld van de romantiek door de ogen van een man die hier een centrale rol in speelde. Acht jaar lang is de componist bezig geweest met het schrijven van deze levensherinneringen.

## Voornaamste werken

### Symfonieën
- Symphonie fantastique, épisodes d'une vie d'artiste, opus 14 (1830)

1. Rêveries - Passions (Mijmeringen - Hartstochten)
2. Un bal (Een bal)
3. Scène aux champs (Scène op de velden)
4. Marche au supplice (Gang naar het schavot)
5. Songe d'une nuit du sabbat (Droom van een heksensabbat)

- Harold en Italie, symfonie voor altviool en orkest, opus 16 (1834)

1. Harold aux montagnes (Harold in de bergen)
2. Marche des pèlerins (Pelgrimsmars)
3. Sérénade
4. Orgie des brigands (Roversorgie)

- Roméo et Juliette, symfonie met koor en solisten, opus 17 (1839) - tekst: Émile Deschamps naar William Shakespeare

1. Introduction (Inleiding)
2. Roméo seul (Romeo alleen)
3. Scène d'amour (Liefdesscène)
4. La reine Mab (Koningin Mab)
5. Convoi funèbre de Juliette (Lijkstoet van Julia)
6. Roméo au tombeau des Capulets (Romeo bij het graf van de Capulets)
7. Finale

- Grande Symphonie funèbre et triomphale, symfonie voor harmonieorkest, opus 15 (1840)

1. Marche funèbre (Begrafenismars)
2. Oraison funèbre (Grafrede)
3. Apothéose

### Concertouvertures
- Les francs-juges, opus 3 (1826)
- Le roi Lear, opus 4 (1831)
- Le carnaval romain, opus 9 (1844)
- Le Corsaire, opus 21 (1844)

### Opera's
- Benvenuto Cellini, opus 23 (gecomponeerd 1834-38; première Parijs, 10 september 1838), opera in twee bedrijven en vier taferelen op een libretto van Léon de Wailly en Auguste Barbier
- Les Troyens, opus 29 (gecomponeerd 1856-58; gedeeltelijke première Parijs, 4 november 1863), opera in vijf bedrijven op een zelf geschreven libretto naar Vergilius
- Béatrice et Bénédict, opus 27 (gecomponeerd 1860-62; première Baden-Baden, 9 augustus 1862), opera-comique in twee bedrijven op een zelf geschreven libretto naar Shakespeare

### Grote koorwerken
- Messe solennelle, mis voor solisten, koor en orkest (1824)
- Requiem (Grande messe des morts), voor tenor, koor en orkest, opus 5 (1837)
- La damnation de Faust, 'concertopera' voor solisten, koor en orkest, opus 24 (1846) op een grotendeels zelf geschreven tekst naar Goethe
- Te Deum, voor tenor, koor en orkest, opus 22 (1849)
- L'enfance du Christ, (Trilogie sacrée) oratorium voor solisten, koor en orkest (1854) op een zelf geschreven tekst
- L'Impériale, cantate voor twee vierstemmige gemengde koren en orkest, op. 26 (1854) - tekst: Capitain Lafont

### Orkestliederen en andere vokale werken
- Les nuits d'été (1841, georkestreerd in 1856) op teksten van Théophile Gautier

1. Villanelle
2. Le spectre de la rose
3. Sur les lagunes
4. Absence
5. Au cimetière
6. L'île inconnue

- Lélio, ou le retour à la vie, op 14 bis, 1832

## Nederlandstalige bibliografie

### Boeken van Berlioz
- Hector Berlioz, Mijn leven (vertaling van Mémoires door W. Scheltens). Amsterdam: De Arbeiderspers, 1987 (Privé-domein) (2 delen, 304 + 451 blz.). ISBN 90-295-0221-5 (deel 1), ISBN 90-295-0226-6 (deel 2)
- Hector Berlioz, Avonden met het orkest (vertaling van Les soirées de l'orchestre door Pepijn van Doesburg). Amsterdam/Antwerpen: Atlas, 2006 (512 blz.). ISBN 90-450-1371-1

### Biografieën
- D. F. Scheurleer, Twee titanen der negentiende eeuw: Hector Berlioz en Antoine Wiertz. Haarlem: W.C. de Graaf, 1878 (169 blz.)
- John Daniskas, Hector Berlioz. Amsterdam: H.J.W. Becht, 1948 (59 blz.)
- F. Knuttel, Hector Berlioz. ’s-Gravenhage: W.P. van Stockum & Zoon, 1948 (284 blz.)
- Rik Verbeke, Berlioz. Haarlem/Antwerpen: Gottmer, 1952 (301 blz.)
- Robert Clarson-Leach (tekst), Jos van Leeuwen (samenstelling/bewerking), Berlioz (Componistenreeks). Haarlem: J.H. Gottmer, 1990 (223 blz.), incl. werkencatalogus, bibliografie, tijdtafel, personenregister. ISBN 90-257-2189-3
- Hennie Molenaar (samenstelling), Berlioz in de spiegel van zijn tijd. Haarlem: J.H. Gottmer, 1994 (256 blz.). ISBN 90-257-2630-5
- Christian Wasselin (tekst), Charlotte Voake (illustraties), Hector Berlioz. Tielt: Lannoo, 2000 (27 blz.), incl. cd (uitgave voor kinderen). ISBN 90-209-3957-2

### Fictie
- Frans van Oldenburg Ermke, Een veldheer der muziek. Levensroman van Hector Berlioz. Retie: Kempische Boekhandel, [z.j.] (175 blz.)
- Rosemary Brown, Componisten schrijven voort. Ontmoetingen met Liszt, Chopin, Bach, Debussy, Grieg, Berlioz, Rachmaninoff, Schumann, e.a. Deventer, Kluwer, 1971.
- Frank W. Kenyon, De hartstochtelijke rebel. Het levensverhaal van Hector Berlioz. Den Haag: Omniboek, [1974] (311 blz.). Vertaald uit het Engels door A. van Teutem-Van Slobbe. ISBN 90-6207-255-0
- Bart Van Lierde, Een sprong naar de hemel. Amsterdam: Van Gennep, 2006 (432 blz.). Historische roman over een muzikale familie in het negentiende-eeuwse Europa, gebaseerd op de biografieën van Brahms, Mendelssohn en Berlioz. ISBN 90-5515-694-9

### Libretti
- La Damnation de Faust (vertaling door Jenny Tuin). Amsterdam, De Nederlandse Opera, 1989. ISBN 90-5082-020-4
- idem. Amsterdam, De Nederlandse Opera, 1991. ISBN 90-5082-046-8
- Benvenuto Cellini (vertaling door Aaldert van den Bogaard). Amsterdam, De Nederlandse Opera, 1991. ISBN 90-5082-039-5
- Béatrice et Bénédict (vertaling door Jeanne Holierhoek en Janneke van der Meulen). Amsterdam: De Nederlandse Opera, 2001. ISBN 90-5082-124-3
- Les Troyens (vertaling door Jeanne Holierhoek en Janneke van der Meulen). Amsterdam: De Nederlandse Opera, 2003. ISBN 90-5082-144-8